# Ruthvoes
Ruthvoes – wieś w Anglii, w Kornwalii. Leży 55 km na północny wschód od miasta Penzance i 358 km na zachód od Londynu.